# Estación de Gananoque
Gananoque es una estación de trenes que se encuentra en Gananoque, Canadá. A la a estación llegan trenes de Via Rail que van desde Toronto a Ottawa y Montreal. La estación es un lugar sin personal pero con calefacción.

## Historia
Gananoque fue servida originalmente por dos ferrocarriles: la línea principal Grand Trunk Montréal-Toronto y el Ferrocarril de las Mil Islas, un ferrocarril de línea corta de 8 kilómetros que conducía a la costa. Una estación principal también existió una vez en Lansdowne, pero fue derribada poco después de que CN abandonara el servicio a la aldea, en 1966.
El cruce ferroviario se trasladó a la ubicación actual de la estación en 1901 mientras los envíos de madera a los muelles de Gananoque disminuían y el turismo en la línea crecía, con las Mil Islas promocionadas fuertemente como un destino de vacaciones por ferrocarril y barco de vapor. A diferencia de la mayoría de las estaciones de su época, Gananoque no tenía instalaciones de manejo de carga y era únicamente una estación de pasajeros.
Si bien la estación de cruce permanece en servicio, un enorme tanque de agua que se elevaba sobre Gananoque Junction en la era del tren de vapor ya no está.
La locomotora número 500 de la ya desaparecida operación de línea corta está en exhibición junto al ayuntamiento de Gananoque; el Arthur Child Heritage Museum ocupa el sitio de la antigua estación frente al mar de Gananoque.

## Servicios
A partir de junio de 2020, la estación de Gananoque cuenta con 1 ruta nacional. Las salidas se han reducido a 2 trenes por día debido a la pandemia de coronavirus, la cual fue a partir del 3 de junio de 2020.